# لوئی شورولت
لوئی ژوزف شِوروله/ شِورولت (به انگلیسی: Louis Chevrolet) (زاده ۲۵ دسامبر ۱۸۷۸ - درگذشت ۶ ژوئن ۱۹۴۱) اتومبیل‌ران آمریکایی سوئیسی‌تبار است، که در سال ۱۹۱۱ شرکت خودروسازی شورولت را تأسیس نمود. وی یک سال بعد، شرکت فرونتناک موتور را بنیان‌گذاری کرد. وی در حالی درگذشت که کاملاً ورشکسته شده بود و در کارخانه‌ای که خودش تأسیس کرده بود، مکانیک بود.